# Dina Ayman
Dina Ayman (nascida em 9 de janeiro de 1994) é uma engenheira de computação e defensora da diversidade e inclusão na engenharia. Ela é natural do Egito e se mudou para os Estados Unidos quando tinha dez anos. Trabalhou na Intel e para a cidade de Austin, Texas, antes de se tornar gerente de programa na Microsoft na equipe do Windows. Atua também como professora adjunta de engenharia elétrica e computação no Instituto de Tecnologia de Nova Jérsei. Foi reconhecida pela revista Forbes como uma das trinta pessoas com menos de trinta anos mais influentes em 2023 na categoria Ciência e Educação.